# Vitez (Bosnie centrale)
Pour les articles homonymes, voir Vitez.
Vitez (en cyrillique : Витез) est une ville et une municipalité de Bosnie-Herzégovine située dans le canton de Bosnie centrale et dans la fédération de Bosnie-et-Herzégovine. Selon les premiers résultats du recensement bosnien de 2013, la ville intra muros compte 6 633 habitants et la municipalité 27 006.

## Géographie
Vitez se trouve à 78 km de Sarajevo, dans la vallée de la Lašva, un affluent gauche de la Bosna. La ville est située à 10 km de Travnik et à 12 km de Zenica.

## Histoire
Durant les guerres yougoslaves, la ville de Vitez servit de base au contingent Britannique des Casques bleus de l'ONU.

## Localités

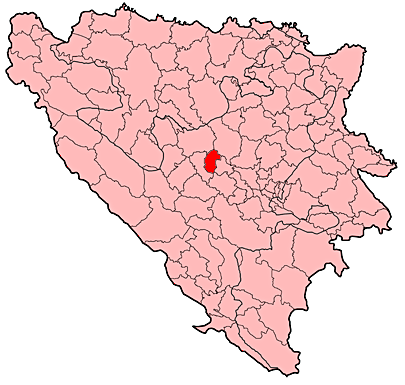
Localisation de la municipalité de Vitez en Bosnie-Herzégovine

La municipalité de Vitez compte 34 localités :
| - Ahmići - Bila - Brdo - Bukve - Divjak - Donja Večeriska - Dubravica - Gaćice - Gornja Večeriska | - Jardol - Kratine - Krčevine - Krtine - Kruščica - Ljubić - Lupac - Mali Mošunj - Nadioci | - Pirići - Počulica - Preočica - Prnjavor - Putkovići - Rijeka - Sadovače - Šantići - Sivrino Selo | - Tolovići - Veliki Mošunj - Vitez - Vraniska - Vrhovine - Zabilje - Zaselje |

## Démographie

### Villeintra muros

#### Évolution historique de la population dans la villeintra muros
| 1948 | 1953 | 1961  | 1971  | 1981  | 1991  | 2013  |
| ---- | ---- | ----- | ----- | ----- | ----- | ----- |
| -    | -    | 2 716 | 3 603 | 5 564 | 7 200 | 6 633 |

|  |

### Évolution historique de la population dans la municipalité
| 1961   | 1971   | 1981   | 1991   | 2013   |
| ------ | ------ | ------ | ------ | ------ |
| 16 143 | 20 628 | 24 166 | 27 859 | 27 006 |

### Répartition de la population par nationalités dans la municipalité (1991)
En 1991, sur un total de 27 859 habitants, la population se répartissait de la manière suivante :

## Politique
À la suite des élections locales de 2012, les 25 sièges de l'assemblée municipale se répartissaient de la manière suivante :
| Parti                                                               | Sièges |
| ------------------------------------------------------------------- | ------ |
| Union démocratique croate de Bosnie-Herzégovine (HDZ BiH)           | 8      |
| Parti d'action démocratique (SDA)                                   | 8      |
| Union démocratique croate 1990 (HDZ 1990)                           | 4      |
| Parti social-démocrate (SDP)                                        | 2      |
| Alliance pour un meilleur avenir de la Bosnie-Herzégovine (SBB BiH) | 1      |
| Parti paysan croate-Stjepan Radić (HSS-Stjepan Radić)               | 1      |
| Parti populaire pour l'amélioration par le travail (Za boljitak)    | 1      |

Advan Akeljić, membre du Parti d'action démocratique (SDA), a été élu maire de la municipalité.

## Personnalités
- Davor Badrov, chanteur
- Sasha Skenderija, poète
- Zlatan Bajramović, footballeur
- Vejsil Varupa, footballeur
- Galib Mujčić, footballeur
- Ante Rajković, footballeur
- Senad Galijašević, musicien